# 竹下正彦
竹下 正彦（たけした まさひこ、1908年（明治41年）11月15日 - 1989年（平成元年）4月23日）は、日本の陸軍軍人・陸上自衛官。陸士42期、陸大51期（優等）。陸軍では中佐、陸自では陸将。

## 経歴
竹下平作陸軍中将（第一旅団長）の二男として大分県に生れる。陸軍士官学校（42期）218名中を皇王族（恒德王・李鍵公）を除いて14番の成績で卒業し、近衛歩兵第2連隊附となる。1938年（昭和13年）、陸軍大学校51期卒（恩賜）。1935年（昭和10年）頃より、東大教授・平泉澄の直門として井田正孝、畑中健二と親交を深める。
終戦時は陸軍省軍務局軍務課内政班長。「宮城事件」の原因となる「兵力使用計画」と「兵力使用第二案」を起案した。8月13日、陸軍大臣官邸において、陸軍省の他の青年将校らとともに阿南惟幾陸軍大臣からポツダム宣言受諾の報告を受けるがこれに反対し、徹底抗戦を主張した。その後も首相官邸で陸相を突き上げ、鈴木貫太郎内閣の閣議に影響を与えた。
阿南陸相主導による陸軍の「承詔必謹」の方針決定後、一度は決起を断念した。
しかし、上記の「兵力使用第二案」に沿って部下の畑中健二少佐（陸士46期）と椎崎二郎中佐（同45期）が8月14日にクーデターを引き起こした。(宮城事件)
8月15日未明には、畑中少佐に説き伏せられ、義兄の阿南陸相に決起を迫るため陸相官邸に赴く。そこで井田正孝とともに阿南陸相の自刃を見届けることになる。
宮城事件において、竹下は制止する機会があったが止めず、最終的に畑中、椎崎はともに自決した。
終戦後、1952年（昭和27年）に警察予備隊（陸上自衛隊の前身）に入隊し、陸上自衛隊幹部学校研究部長、陸上幕僚監部第5部副部長、防衛大学校幹事、第9混成団長、第4管区総監、第4師団長、陸上自衛隊幹部学校長（陸将）を歴任した。
竹下は警察予備隊に入隊するにあたって「純粋な兵術分野で応分のご奉公をしたいと志していた」という。陸上自衛隊幹部学校長時代には、幹部学校の教育方針に関して自衛隊内部では「旧軍的手法に、積極的に米軍的手法を摂取しようという考え方」と、反対に「米軍式を否定して旧軍式に戻そう」とする考え方の二つがあり論争となっていたが、竹下は基本的には後者の立場に立ちつつも、『「われわれの愛する旧陸軍は、有史未曾有の大戦争を闘って」敗れはしたものの、「今再び起ち上がらんと」しているのであり、米軍式の戦法戦術から「採るべきものは採って、旧来のものに付加してはどうか」』として折衷案を主張し、最終的に幹部学校の教育方針は旧軍式と米軍式の折衷になったとされる。
宮城事件の顛末を含む1945年8月9日から15日までの動静を『大本営機密日誌』として執筆、文藝春秋社員だった半藤一利に閲覧を許可し、半藤はこれをベースとして『日本のいちばん長い日』で宮城事件を描いた。竹下は半藤の著書を原作として1967年に公開された岡本喜八監督の映画『日本のいちばん長い日』のパンフレットに「阿南陸相と三船」という文章を寄稿し、その中で過去の終戦秘話を描いた映画における青年将校の描写に不満を抱いていたことを記している。
1989年（平成元年）4月23日死去。叙・従四位。

## 親族
- 竹下宣彦：兄、陸軍中佐
- 竹下光彦：弟、陸軍中佐
- 阿南惟幾：義兄、終戦時の陸軍大臣、陸軍大将
- 奥田千里：義兄、陸軍大佐
- 中西良介：義兄、中将（終戦時の第5航空軍参謀長）

## 栄典
- 勲三等瑞宝章 - 1979年（昭和54年）4月29日[6]